# BNT 2
BNT 2 (bułg. БНТ 2) – drugi program bułgarskiej telewizji publicznej, uruchomiony 16 października 2011, stanowiący następcę wcześniej zlikwidowanego kanału Elfir 2.